# Egianus Kogoya
Egianus Kogoya (nascut c. 1999) és un militar independentista de Papua Occidental, comandant del Comandament de Defensa Regional («Kodap») Ndugama III de l'Exèrcit d'Alliberament Nacional de Papua Occidental (TPNPB), ala militar del Moviment Papua Lliure (OPM).

## Trajectòria
El seu pare va ser Daniel Yudas Kogoya, partícip el 8 de gener de 1996 del segrest dels 26 membres de l'expedició Lorentz 95. A data de 2020, el destacament que liderava era un dels set grups armats actius a la província de Papua d'Indonèsia, xifra que es va reduir a sis l'any 2021. Es calcula que està format per unes 50 persones i disposen d'entre 20 i 25 armes de foc. També se la consideració una facció escindida de l'organització militar comandada per Kelly Kwalik, mort en combat l'any 2009.
Se li atribueix el lideratge en diversos atacs a la regència de Nduga. El primer d'ells, el desembre de 2017, va consistir en un atac contra la construcció de la carretera Transpapua, en el qual va morir un treballador del projecte, anomenat Yovicko Sondakh, i un oficial va resultar greument ferit. El 22 de juny de 2018, va cometre un atac a la pista d'enlairament de l'aeroport de Kenyam contra un avió PHK-HVU Twin Otter de Dimonim Air per a la ruta Kenyam-Timika, amb un resultat sense víctimes mortals, tot i que la copilot Irene Nur Fadila va resultar ferida per l'impacte d'una bala. Dies després, el 25 de juny, van obrir foc contra un avió, model Twin Otter, llogat per la Brigada Mòbil de la Policia indonèsia (Brimob) per a assegurar el bon funcionament de les eleccions, amb un balanç de dos ferits: el pilot de l'avió i el candidat a la presidència Ahmad Kamil, que va rebre un tret a l'esquena. Aquell mateix dia, però, també es va reportar un atac contra població civil a Kenyam amb el resultat de tres morts a trets i un ferit: el marit Hendrik Sattu Kolab (38 anys), la muller Martha Palin (28 anys), el seu veí Zainal Abidin (20 anys) i ferit greument el fill de Kolab, de 6 anys, amb les inicials AK, que va patir ferides greus a la cara com a conseqüència d'apunyalaments amb matxet, i que l'endemà va acabar morint. A l'inici d'octubre de 2018 el grup va segrestar entre 12 i 15 persones que exercien de professors a SD YPGRI-1 i SMPN-1 i de personal sanitari de guàrdia al Centre de Salut del districte de Mapenduma. L'1 i 2 de desembre, el grup va realitzar l'acció més contundent amb la captura i assassinat de treballadors de l'empresa pública indonèsia Istaka Karya, contractista de la carretera Transpapua. Entre 25 i 31 obrers d'un dels ponts del projecte van ser traslladats a la força amb les mans lligades a la localitat de Bukit Puncak Kabo i, posteriorment, afusellats, provocant un resultat letal de 19 víctimes. El portaveu del TPNPB, Sebby Sambom, va desmarcar l'exèrcit d'alliberament nacional d'aquests fets i va recalcar que a l'estructura de comandament nacional no hi ha ningú que respongui a les inicials «PU», denominació del responsable de l'atac segons la policia indonèsia. Tres dies després, el 5 de desembre, se li va atribuir a aquest mateix grup una acció amb 40 militants contra la guarnició de les Forces Armades d'Indonèsia (TNI) a Mbua, en la qual va morir un soldat indonesi i un altre en va resultar ferit.
El 13 de juliol de 2021 es va reportar un nou incident al districte de Mapenduma quan dos militars indonesis del batalló d'infanteria 751/VJS, el tinent Sukma Panunjang i Praka Abdul Hamid, van resultar ferits en un tiroteig amb la guerrilla. El 23 de març de 2022, el grup va tornar a actuar contra militars indonesis i va atacar amb un llançagranades la guarnició Mupe, custodiada per la Marina a Kware Bawah, part de Kenyam, amb un balanç de dos morts (Dan Pos Letda Mar Moh Iqbal i el soldat Mar Wilson Anderson Here) i vuit de ferits. Cinc dies després, el 28 de març, el grup va tornar a intervenir a Kware Bawah, aquesta vegada sense víctimes, contra la guarnició de marines de Koteka, situada a 350 metres de l'aeroport.
El 14 de febrer de 2023 va liderar el grup que va segrestar el pilot neozelandès Phillip Mark Mehrtens. L'acció va transcórrer després que l'avioneta de Susi Air que pilotava amb cinc nadius a bord, que van ser alliberats a l'instant, volés fins a la regió de Nduga per recollir 15 treballadors de la construcció, que es dedicaven a un centre de salut, després que fossin amenaçats de mort per un altre grup de la guerrilla de Kogoya. Els guerrillers van incendiar l'avioneta quan estava buida, van acusar Nova Zelanda de cooperar militarment amb Indonèsia i van exigir que l'exèrcit indonesi abandonés el país com a condició per a l'alliberament de l'ostatge.

## Referència
1. 1 2  «OPM Bantah Penembakan di Papua atas Perintah 'Panglima PU'» (en indonesi).   CNNIndonesia.com, 14-12-2018. [Consulta: 28 març 2022].
2. ↑  «Ternyata Egianus Kogoya Anak dari Daniel Yudas Kogoya, Tokoh Pro-Kemerdekaan Papua Penculik Tim Lorentz» (en indonesi).   Grid.id, 16-12-2018. [Consulta: 28 març 2022].
3. ↑  Suwandi, Dhias. «Perkembangan KKB di Papua, Kapolda: Tersisa Tujuh yang Masih Aktif» (en indonesi).   Kompas.com, 30-09-2020. [Consulta: 9 abril 2021].
4. ↑  «Egianus Kogoya Pemimpin KKB Papua Ternyata Masih Remaja, Terungkap Ini Identitas Keluarganya, Di Sini Lokasi Kekuasaannya» (en indonesi).   Hot.Grid.id, 16-07-2021. [Consulta: 28 març 2022].
5. 1 2  Pramono, Stefanus. «Bayi Lari Dikejar dan Pengungsi» (en indonesi).   Majalah Tempo, 30-03-2019. [Consulta: 9 abril 2021].
6. 1 2 3 4 5  «Siapa Egianus Kogoya, 'otak' serangan pekerja proyek di Papua» (en indonesi).   BBC News Indonesia, 06-12-2018. [Consulta: 28 març 2022].
7. 1 2 3 4 5 6  «Egianus Kogoya’s Footsteps, the Leader of Armed Criminal Group Who Abolished 31 Road Project Workers in Papua» (en anglès).   WestPapuaNow.com, 06-12-2018. [Consulta: 28 març 2022].
8. 1 2 3  «7 Catatan Kriminal Kelompok Separatis Pimpinan Egianus Kogoya di Nduga» (en indonesi).   Regional.Kompas.com, 05-12-2018. [Consulta: 28 març 2022].
9. ↑  Retno Widyastuti, Pravitri. «Profil Egianus Kogoya Pemimpin KKB Papua di Nduga, Usianya Masih 22 Tahun, Putra Tokoh OPM» (en indonesi).   Tribunnews.com, 16-07-2021. [Consulta: 28 març 2022].
10. 1 2  «KKB Kembali Tembaki Pos Marinir di Nduga, Tak Ada Korban Jiwa» (en indonesi).   CNNIndonesia.com, 28-03-2022. [Consulta: 28 març 2022].
11. ↑  «Una guerrilla independentista de Papua segresta un pilot neozelandès i li crema l'avioneta».   CCMA.cat, 15-02-2023. [Consulta: 22 març 2023].